# بيتر غوردون
بيتر غوردون (بالإنجليزية: Peter Gordon)‏ (21 مايو 1932 نورثامبتون المملكة المتحدة - 22 مايو 1990 إبسوتش المملكة المتحدة) هو لاعب كرة قدم بريطاني سابق كان يلعب كمهاجم.